# CRUNCH
CRUNCH（クランチ）は、名古屋で活動する日本のガールズバンド。

## 概要

### 音楽性
ポストパンク・ニューウェイヴから影響を受けたサウンドはときにチボ・マットやナーヴ・カッツェとも比較される。また、はっぴいえんどからの影響を公言し『風街ろまん』収録曲のカバーを発表している。
ジャパンタイムズ紙のインタヴューでは、レディオヘッドやニューオーダー、ザ・スミス、オレンジ・ジュースからの影響に加えて、椎名林檎、スーパーカー、コーネリアス、さらにマルコス・ヴァーリ、じゃがたら、喜納昌吉まで幅広い影響元を挙げている
。

## 来歴
2013年
4月に英ガーディアン紙らの企画 Music Alliance Pactにて「森の中」という曲が紹介された。世界30か国以上の音楽サイトで同時掲載。
2014年
1月に自主制作のミニアルバム『ふとした日常のこと』をリリース。クッキーシーンにレヴュー掲載。ミュージックマガジン3月号P142のアルバム・レヴューでは、岡村詩野に「80年代のクリエイション・レコーズのバンドを思い出させる清廉なギター・ポップ・サウンドと、抑揚を抑えたようなヴォーカルとが新鮮」と評された。3月にジャパンタイムズ紙上にインタヴューが掲載される。英ガーディアン紙に寄稿するライターIan F Martinに「天性のポップセンスを持つバンド」と評された。
2015年
6月にnever young beach、 D.A.N.と共演。11月発表の新曲「Blue」は世界各国の音楽サイトで紹介される。
2016年
2月10日に配信EP『blue blue blue』を発表。ピッチフォーク・メディアのライターであるPatrick St. Michelはジャパンタイムズ紙上で『blue blue blue』EPのレビューを執筆した。9月にはRALLYE LABEL主催Yumi Zouma来日公演に出演。Yumi Zoumaのメンバーに絶賛され彼らのInstagramやFacebookで紹介される。10月には岐阜県揖斐高原で開催された野外フェスOTONOTANI2016に出演（トクマルシューゴやMaher Shalal Hash Bazらと同じメインステージ）。
2017年
11月にSPACE SHOWER MUSICより初のフルアルバム『てんきあめ』をリリース。音楽ナタリーやタワーレコードが運営する音楽メディアMikikiにインタビュー掲載。12月にはRimeout Recordings主催VAR来日公演に出演する。
2018年
海外メディアbeehypeにてBest Albums of 2017に選出(日本3位）。

## ディスコグラフィー
『ふとした日常のこと』（CRUNCH-001) 2014年1月15日発売　1stミニアルバム
『てんきあめ』(DQC-1590) 2017年11月22日発売　1stフルアルバム